# Fractura de compresión vertebral
Una fractura de compresión vertebral es el agrietamiento de una vértebra producto del aplastamiento del hueso. Esta fractura suele ocurrir en personas mayores, principalmente aquellos que sufren osteoporosis o cáncer que se ha diseminado a la columna vertebral. Aunque en general, cuando los huesos se debilitan, no se necesita mucha fuerza de compresión para causar una fractura. Esto significa que, un debilitamiento causado por osteogénesis imperfecta, lesiones líticas de tumores primarios o metastásicos que generan un debilitamiento óseo, pueden producir la fractura vertebral por compresión.
En pacientes sanos, las causas frecuentes son dadas por el levantamiento de un objeto o una caída, especialmente si se aterriza sobre los propios pies, lo que ejerce presión sobre la columna vertebral.

## Signos y síntomas
Las fracturas vertebrales osteoporóticas son asintomáticas o causan únicamente pérdida de altura o cifosis en cerca de dos tercios de los pacientes. En otros pacientes, el dolor puede desarrollarse inmediatamente o más tarde. El dolor puede irradiarse al abdomen. El dolor, la debilidad y las anomalías en los reflejos o los esfínteres son poco comunes. El dolor por lo general disminuye después de aproximadamente 4 semanas y se resuelve después de aproximadamente 12 semanas.
Las fracturas vertebrales por compresión no osteoporóticas causan dolor agudo, hipersensibilidad ósea en el sitio de la fractura, y por lo general espasmo muscular.
Es común experimentar dolor severo en la espalda. Esto empeora al estar de pie o caminar y disminuye al descansar. Pueden presentarse otros síntomas como debilidad y entumecimiento en las áreas afectadas, discapacidad, movilidad limitada de la columna vertebral y pérdida de la estatura general. Los síntomas que indican fracturas múltiples en la columna vertebral son los siguientes:
- Jorobado
- Estómago abultado
- Dificultad para respirar
- Fractura de cadera
- Problemas gastrointestinales.

Los pacientes que sufren múltiples fracturas por compresión pueden tener espalda encorvada (cifosis o "joroba de viuda"), problemas gastrointestinales, dolor de cadera y dificultad para respirar.

## Diagnóstico

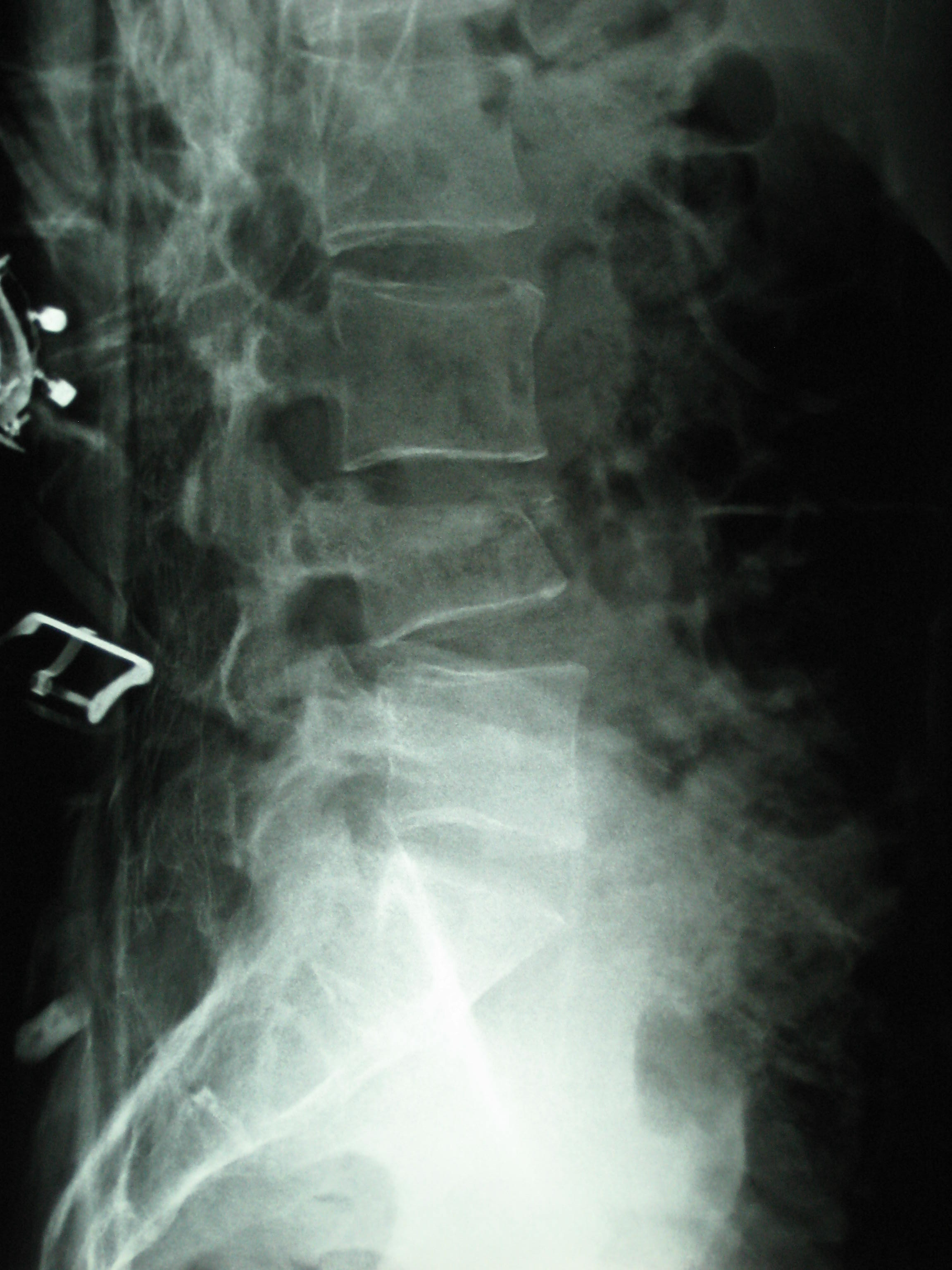
Fractura de L4 por compresión

Las fracturas por compresión generalmente se diagnostican en las radiografías de la columna vertebral, donde una vértebra con forma de cuña puede ser visible o puede haber pérdida de altura de la vértebra. Además, la medición de la densidad ósea se puede realizar para evaluar la osteoporosis. Cuando se sospecha que un tumor es la causa subyacente o si la fractura fue causada por un traumatismo grave, se pueden realizar tomografías axiales computarizadas o resonancias magnéticas.